# Rock cristiano
El rock cristiano es una forma de música rock tocada por bandas cuyos miembros son cristianos, y que a menudo centran en la letra todo lo referente a la fe cristiana. La medida en que sus letras son explícitamente cristianas varía entre bandas. Una parte reseñable del rock cristiano tiene vínculos con la música cristiana contemporánea (MCC), mientras que otros grupos son independientes. Este subgénero musical posee su mayor zona de influencia en Estados Unidos, gestándose inicialmente dentro de las iglesias. Diversas bandas juveniles se formaron por todo el país y empezaron a trascender en otros países del mundo.

## Historia

### Raíces del "rock cristiano" (finales de 1960-década de 1980)

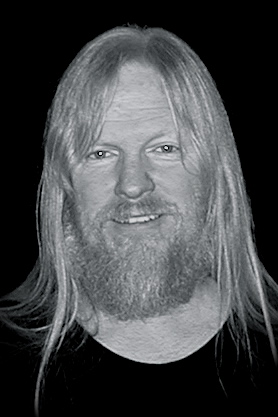
Larry Norman: pionero del rock cristiano.

Posiblemente la primera aparición documentada de una banda de rock tocando en la iglesia es Mind Garage en 1967, cuya “Electric Liturgy” fue finalmente grabada para el sello RCA en 1969 en el "estudio de Nashville Sound", que fue bajo la dirección de Chet Atkins en su momento.  Liturgia fue lanzado en 1970. Sin embargo, Mind Garaje no es ampliamente conocido por sus contemporáneos.
Larry Norman era un popular músico de rock cristiano que se enfrentó a la oposición sostenida por algunos cristianos conservadores (en su mayoría fundamentalistas) que la música rock era anticristiana. Una de sus canciones, "Why Should the Devil Have All The Good Music?" (Porque Satanás tiene que tener la mejor música),  dicho esto se convirtió en pionero de la música rock cristiana. El primer álbum Randy Stonehill, fue grabado en 1971, con la ayuda financiera de Pat Boone. El álbum, obtuvo el primer lugar por su gran actuación en vivo, fue grabado con tan solo 800 dólares., y de acuerdo a Stonehill, que "suena cada centavo de él!" También fue uno de los primeros pioneros en el movimiento de los primeros años del rock cristiano.
All Been Ready" aparece en la película de la Iglesia Evangélica Cristiana como ladrón en la noche. Y apareció en el álbum cristiano Cliff Richard's 'Small Corners' junto con 'Why Should the Devil Have All The Good Music? ".
Rock cristiano se considera a menudo como una parte marginal de la naciente Contemporary Christian Music (CCM) o Música Cristiana Contemporánea y la industria gospel contemporánea en la década de 1970 y 80, aunque los artistas de rock cristiano como Bruce Cockburn y artistas del rock fusión como Phil Keaggy han tenido cierto éxito como una identidad cristiana del rock duro como Stryper que adquirido cierta fama durante la década de 1980 e incluso había algunos vídeos en MTV, una de ellas "To Hell With The Devil", e incluso hubo algún tiempo de transmisión en estaciones de radios seculares, con su canción "Honestly".
En realidad, el rock cristiano empezó a convertirse en un gran negocio en la década de 1980, la revista Billboard comenzó a publicar listas de los 10 álbumes cristianos más vendidos "Hot Christian Songs ', estaciones de radio y revistas de música se crearon para centrarse en el rock cristiano.

### 1990-presente

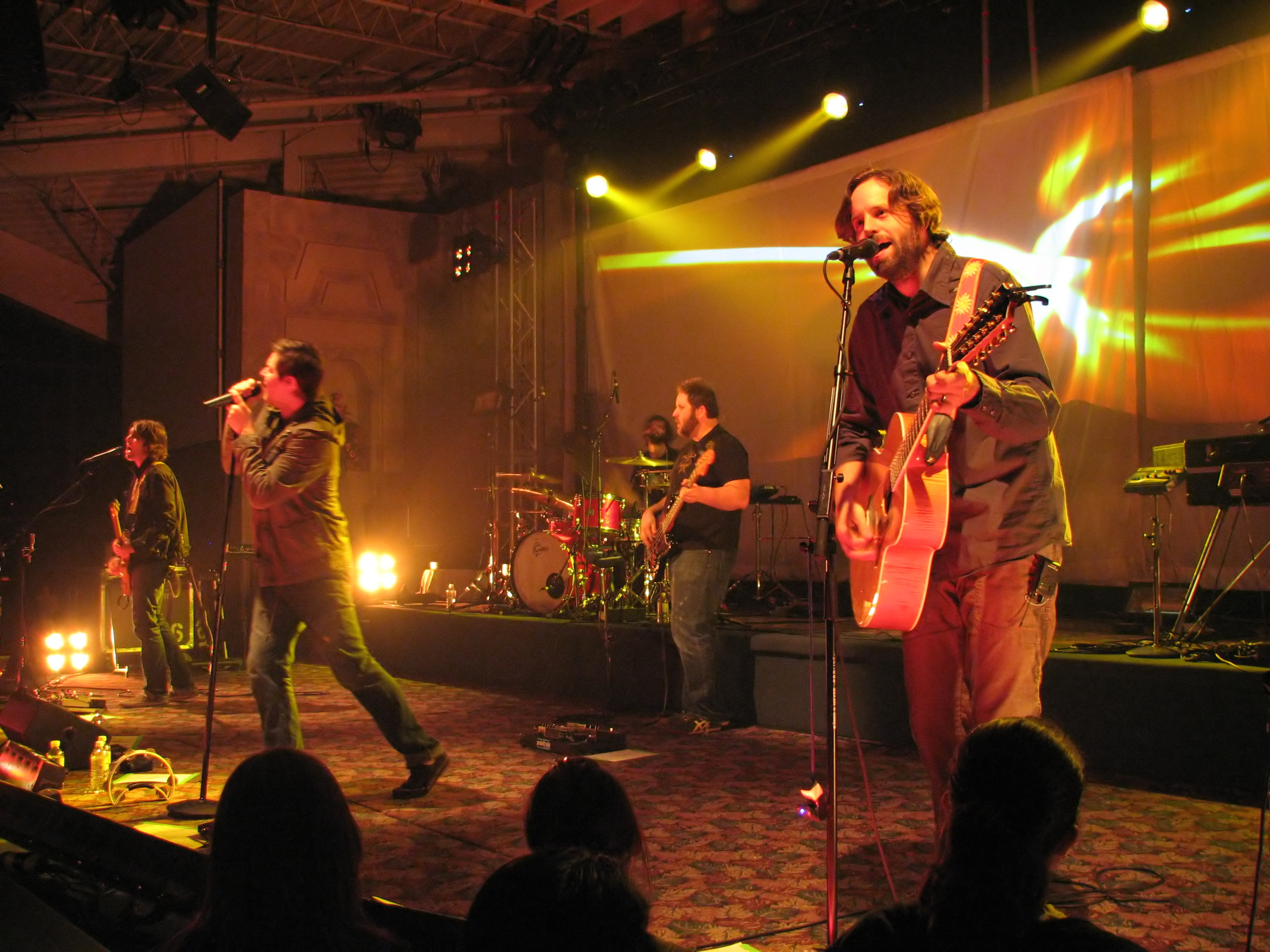
Jars of Clay en concierto, 2007.

La década de 1990 vio una explosión de rock cristiano, fuertemente inspirada por el éxito de U2, así como por el estilo musical de las bandas de grunge.
Muchas de las bandas cristianas populares de los 90 fueron inicialmente identificadas como "rock alternativo cristiano", como Jars of Clay, Audio Adrenaline, y otros. Fuera de los países de habla inglesa, bandas como Oficina G3 (Brasil) y The Kry (|Quebec, Canadá), han logrado un éxito moderado. Esta década también vio un auge notable en subgéneros como el "punk cristiano", "metal cristiano", "hip-hop/rap cristiano", entre otros.

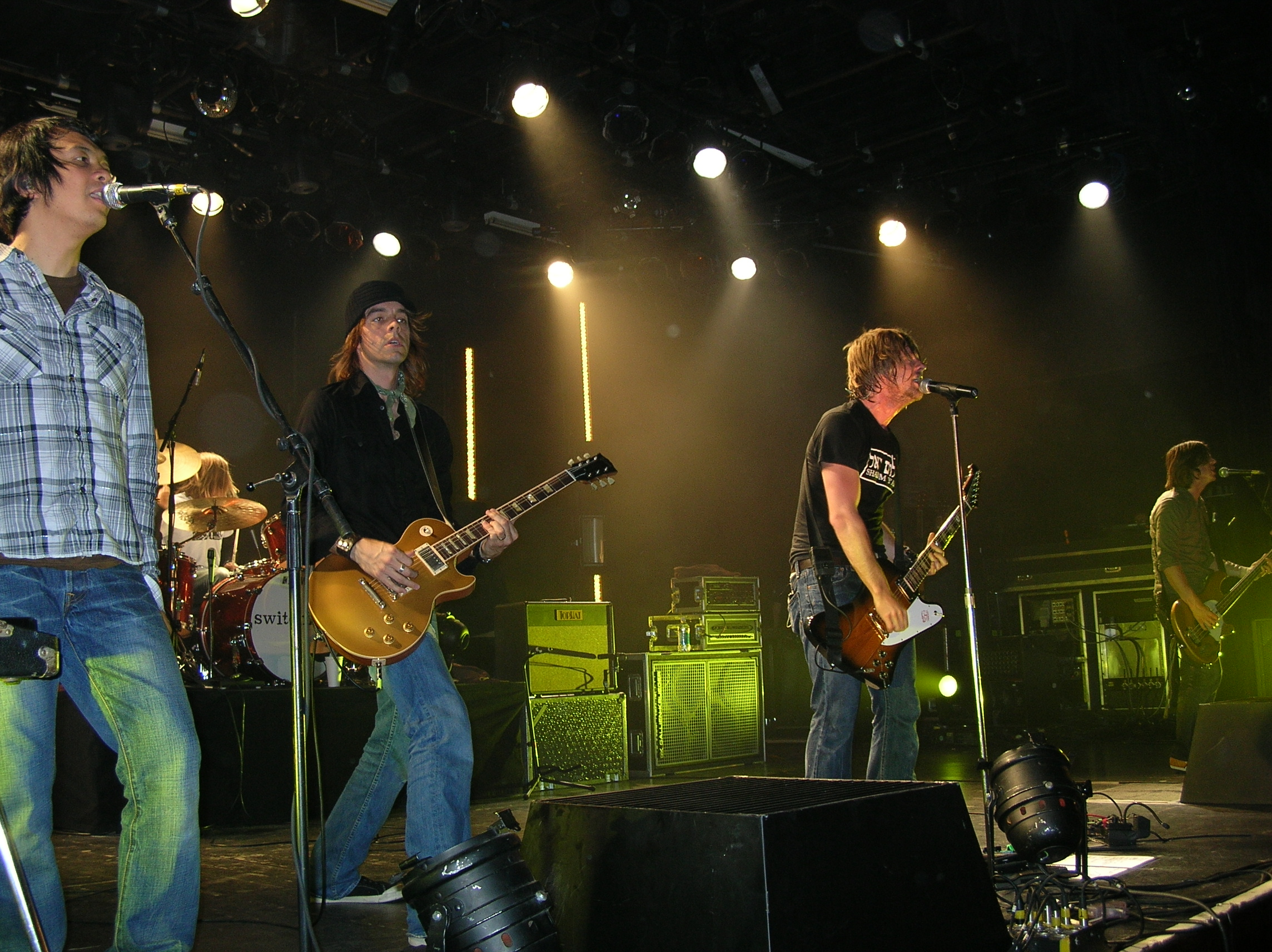
Switchfoot

En la década de 1990 y principios de 2000, se vio el éxito de bandas de cristianos como Delirious?, Skillet, Switchfoot, Thousand Foot Krutch, Decyfer Down, Underoath, Legend Seven, Kutless, y Relient K, se produjo un giro hacia la exposición general en el escenario del rock cristiano. Tooth & Nail Records vio su lista de artistas y bandas que lograron una mayor popularidad y reconocimiento a pesar de que existe fuera de las paredes de una industria dominante tradicional.
El rock cristiano ha sido principalmente un fenómeno protestante. Algunos grupos de ortodoxia de rock cristiano, en su mayoría de Rusia y la ex-Unión Soviética, comenzaron a actuar a finales de 1980 y 1990. Alisa y Black Coffee se acreditan como ejemplos más destacados. Las letras cristiano-ortodoxas de estos grupos a menudo se superponen con las canciones históricas y patrióticas sobre la antigua Rus. También hay algunos grupos católicos, como Critical Mass (Canadá) y Rosa de Saron (Brasil). Entre los artistas solistas se presenta el caso del vocalista estadounidense de heavy metal Rob Rock.

## Definición
Existen varias definiciones para calificar lo que se conoce como una banda de "rock cristiano". Bandas de rock cristiano que explican el estado de sus creencias en sus letras, como Servant, Third Day y Petra, tienden a ser consideradas como una parte de la música cristiana contemporánea (MCC) de la industria y el juego de un mercado predominantemente cristiano.
Otras bandas tocan música influenciada por su fe cristiana, pero ven a su público como el público en general. Se puede evitar una mención específica de Dios o de Jesús, o pueden escribir letras más personales, crípticas, o humorísticas sobre su fe en vez de cantos de alabanza directa.
Estas bandas son a veces rechazadas por la escena de la MCC y, a su vez, pueden rechazar la etiqueta de MCC, sin embargo, muchos han sido aceptados como bandas cristianas. Otros grupos pueden experimentar con estilos musicales más abrasivos, que hasta hace poco se reunieron con la resistencia de la escena de la MCC.
Sin embargo, a partir de los años 1990 y 2000 se logró una aceptación mucho más amplia, (incluso por los puristas religiosos) de metal cristiano, música industrial cristiana y punk cristiano. Muchas de estas bandas son en su mayor parte de disqueras cristianas, como Tooth & Nail Records y Facedown Records.

Soy un artista que es cristiano, yo no escribo la música para evangelizar. Ahora, si eso sucede, sucede.
--Scott Stapp, vocalista principal de Creed.

Muchos artistas de rock como Switchfoot, Blind Guardian y Collective Soul no pretenden ser "bandas cristianas", sino que incluyen entre sus miembros a personas que abiertamente profesan ser cristianos, o en ocasiones puede simpatizar con el pensamiento cristiano, las imágenes, la escritura o de otras influencias en su música.
Algunos de estos grupos como Creed, interpretaron el contenido espiritual de su música y fueron ampliamente considerados una "banda cristiana" por los medios de comunicación populares, a pesar de sus desmentidos posteriores por parte de su sellos. Algunos grupos rechazan la etiqueta porque no quieren atraer a seguidores exclusivamente cristianos, o porque se han identificado con otro género musical en particular, como heavy metal o indie rock, y la sensación de parentesco con los miembros más creativos del escenario.

## Objetivos evangélicos
Los objetivos para hacer música cristiana varía entre los diferentes artistas y bandas. A menudo, la música hace llamadas evangelistas de formas cristianas de alabanza y adoración.
Esto va acompañado de forma extensiva en las calles, fiestas, funciones de la iglesia, y muchas otras formas de interior o (alma) de expresión. En este milenio en curso hemos visto la talla de los artistas cristianos, tales como Third Day, Kutless, y Thousand Foot Krutch, que cantan canciones cristianas más explícitas a la incorporación de letras que adoran a Jesús directamente. Otras bandas, como Underoath, Blessthefall, y Haste the Day, incorporan el simbolismo y los mensajes cristianos de una manera menos directa para atraer a los oyentes no cristianos y cristianas a su música.
Otros grupos no necesariamente se hacen llamar bandas cristianas (aunque todos los miembros son cristianos), pero tienen letras de canciones espirituales y dicen que su fe cristiana afecta a su música. (P.O.D., The Fray, Paramore, Flyleaf, y The Classic Crime, son buenos ejemplos de esto.) Bandas como Switchfoot han dicho que tratan de escribir la música para los cristianos y no cristianos por igual. Evanescence, que se distribuyeron en el mercado cristiano en su álbum de debut, ya han anunciado su desvinculación con el género y retiraron su material de las tiendas de música cristiana.
Skillet también es una de las bandas más conocidas por los cristianos y no cristianos, ha incorporado mensajes explícitos en álbumes anteriores y participado en la banda sonora de algunos juegos de vídeo.

## Festivales
Los festivales amplían los acontecimientos día a día de cuatro festivales que ofrecen campamentos y otras actividades.
Festivales importantes en EE. UU. son Creation Festival (el más grande), Ichthus Festival (el de más larga duración), y Cornerstone Festival (el más progresista). También hay un festival en Orlando, Florida llamado Rock the Universe, un festival de dos días en Universal Orlando Resort, que se superpone con el evento Night of Joy en Walt Disney World. Ichthus, actualmente en Kentucky, es un festival de tres días que involucra a más de 65 bandas. En Buffalo, Nueva York, el festival anual Kingdom Bound en Darien Lake atrae a más de 2000 cristianos cada año. También existe el HeavenFest organizado por WayFM (estación cristiana de radio y de música) y hay varios festivales al año en varias ubicaciones.
El más reciente es también el Winter Jam que se realiza en las ciudades más importante de Estados Unidos y Canadá siendo el más largo superando al Ichthus Festival
También hay muchos en el Reino Unido, incluyendo Greenbelt Festival (el más grande de las fiestas cristianas del Reino Unido), Soul Survivor, 'Ultimate Events' en Alton Towers, Frenesí en Edimburgo y la Creation Fest, Woolacombe, Devon, que no están relacionados con Creation fest en los Estados Unidos. El Flevo Festival de los Países Bajos, que ofrece seminarios, teatro, comedia, deportes y películas, así como la música cristiana de una amplia variedad de géneros, es considerada como uno de los mayores festivales cristianos en Europa. Otro gran festival en el norte de Europa es Skjærgårdsfestivalen en Noruega.
En el hemisferio sur, el festival más grande es el Parachute Festival. Cada año, los titulares de las bandas de rock cristiano. Muchos eventos se llevan a cabo en Australia como el Easterfest (en Toowoomba) Encounterfest, Jam United, Black Stump y Big Exo Day 
El Underfest Festival peruano de más de 5 años reúne las más representativas bandas de la escena cristiana.

## Bandas notables
Si bien es cierto tanto dentro como fuera de Estados Unidos hay bandas de rock cristiano, y para calcular cual es la cantidad exacta de bandas cristianas es muy difícil de saber ya que a cada momento se lanza una. Aquí una lista de los exponentes más reconocidos:

### De habla inglesa y otros idiomas
| - 12 Stones - Post-Grunge/Rock duro Alternativo - Anberlin - Rock Alternativo - Audio Adrenaline - Rock Alternativo - As I Lay Dying - Metalcore - Demon Hunter - Metalcore - BarlowGirl - Pop Rock - Building 429 - Rock Alternativo - Creed - Rock duro/Post-Grunge - Decyfer Down - Rock duro/Metal Alternativo - Fireflight - Post-Grunge/Rock duro Alternativo - FM Static- Rock Alternativo - Guardian - Rock duro - Hillsong United - Rock Alternativo - Jesus Culture - Rock duro/Alternativo - Journey - Rock duro - Jars of Clay - Rock Alternativo - Kutless - Rock Alternativo - Roelant (Justin Roelant) - Rock duro - RICK CUA - Rock duro/Southern Rock - Randy Stonehill - Folk Rock/Rock - Daughtry - Rock duro/Alternativo . | - Bloodgood - Rock duro - MercyMe - Rock Alternativo - Flyleaf - Rock duro / Rock Alternativo - Nine Lashes - Rock Alternativo/Metal Alternativo - Petra - Rock Alternativo - Pillar - Post-Grunge/Rock duro - P.O.D.(banda) - Rock Alternativo/Metal Alternativo - RED - Rock duro - Sanctus Real- Rock alternativo/Power Pop - Seventh Day Slumber - Rock alternativo/Rock duro - Skillet - Rock duro Industrial/Post-Grunge - Stryper - Rock duro - Switchfoot - Rock duro/Alternativo - The Almost - Rock Alternativo - The Letter Black - Rock duro/Post-grunge - Third Day - Alternativo - Thousand Foot Krutch - Rock duro/Rap Rock - Whitecross - Rock duro - Leeland - Pop Rock - Phil Keaggy - Folk Rock/Rock - The 77's Seventy Seven - Rock Alternativo - Newsboys - Indie Rock/Alternativo |

### De habla hispana o latinos
| - Oficina G3 - Metamorffosis - F220 - Álex Campos - Padre Jony - Logos - Rescate - Hey Oliver! - Sacrificio - Cyborg J. - 🇵🇾 Redimidos | - Rojo - Generación de Jesús - Rosa de Saron - Kyosko - Puerto Seguro - Pablo Olivares - D-Mente - LBE - Generación 12 - Vox Dei - GeneraSion - NEOCIS |

## Cultura Popular

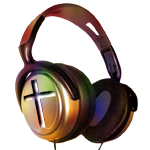

Una de las menciones más notables de este género en la cultura popular es en la famosa serie: Los Simpson, en un episodio en donde Ned Flanders pierde a su esposa y conoce a Rachel Jordon, líder de una banda de rock cristiano, llamada "The Kovenant".
El episodio de la popular serie South Park "Christian rock hard", se centra en Eric Cartman, tratando de lograr un disco de platino con una banda de rock cristiano, criticando estereotipos de dicha música.